# Inger en la playa
Inger en la playa (también Summernacht; noruego: Inger på stranden, Sommernatt) es una pintura realizada por el artista noruego Edvard Munch. Fue creada en el verano de 1889 en Åsgårdstrand y representa un retrato de su hermana menor Inger.

## Descripción
Una mujer joven, identificada por el título como Inger, la hermana menor de Munch, se encuentra sentada en una pose tranquila, con un sombrero de paja en sus manos, sobre una gran roca de granito y con su cabeza de perfil. La obra presenta unos contrastes de colorido conseguidos con los blancos brillantes del vestido, los verdes del musgo de las piedras y el azul-púrpura del agua del mar, lo que ha dado a títulos alternativos como el que sugiere Noches de verano nórdico. Únicamente unas cuantas nasas y una barca de pesca detrás de ella revelan la vida humana en el mar.
Munch utilizó una pose similar para su composición de interior del año 1884 Mañana, donde presentó una chica en el borde de una cama.

## Historia
En el verano de 1889, Munch alquiló una pequeña casa en Åsgårdstrand, una ciudad costera noruega en el fiordos de Oslo, que sirvió como recurso de verano para muchos ciudadanos y artistas de cercanos de Kristiana, ahora Oslo. Entre ellos se encontraba Munch y sus amigos   Krohg y Frits Thaulow. El lugar fue adquiriendo importancia en la vida de Munch. Aquí no solo pasó muchos veranos  sino que compró una casa en 1897 y fue el sitio para muchas obras importantes de vida. En 1889, su primer año en Åsgårdstrand,  pintó Inger en la playa. El modelo fue su hermana menor Inger, quien ya anteriormente había posado para él. La pintura estuvo precedida por una serie de esbozos realizados por Munch entre las 9 y 11 p. m. para estudiar las condiciones de la luz de la noche del verano noruego.

## Europeana 280
En abril de 2016, la pintura Inger en la playa fue seleccionada como una de las diez más grandes obras artísticas de Noruega por el proyecto Europeana.